# Велика таємниця (фільм, 1917)
«Велика таємниця» (англ. The Great Secret) — американський пригодницький бойовик режисера Крісті Кебенна 1917 року.

## Сюжет
Багатий молодий спортсмен приходить на допомогу красивій спадкоємиці, якій загрожують два лиходії, Великий Майстер і доктор Зульф.

## У ролях
- Френсіс К. Бушмен — Вільям Монтгомері Стронг
- Беверлі Бейн — Беверлі Кларк
- Фред Р. Стентон — Великий Майстер
- Едвард Коннеллі — доктор Зульф
- Том Блейк — Булл Велен
- Гелен Данбар — Джейн Воррен
- Сью Бальфур — місіс Кларк
- Белль Брюс — Сава Лерінг
- Дороті Гейдел — Юніс Ментон
- Вільям Дж. Батлер — Том Кларк